# Рог, Марко
Ма́рко Рог (хорв. Marko Rog; 19 июля 1995, Загреб, Хорватия) — хорватский футболист, полузащитник клуба «Кальяри» и сборной Хорватии. Выступает на правах аренды за загребское «Динамо».

## Карьера

### Клубная
Марко дебютировал на профессиональном уровне в 2013 году в клубе «Вараждин», выступавший в Третьем хорватском дивизионе. В 30 встречах полузащитник отличился 17 забитыми мячами и уже летом 2014 года заключил контракт со «Сплитом».
Первую встречу за клуб высшего футбольного дивизиона Хорватии Рог провёл 10 июля 2014 года против армянской «Мики» в игре квалификационного раунда Лиги Европы 2014/15. В чемпионате Хорватии полузащитник дебютировал 28 июля во встрече с «Истрой 1961». Вскоре Рог открыл счёт забитым мячам за «Сплит». Марко довольно успешно провёл сезон 2014/15, в 44 матчах он забил 9 мячей и отдал 7 голевых передач.
В июне 2015 года Марок присоединился к загребскому «Динамо». Игрок подписал контракт сроком на пять лет, сумма трансфера составила около пяти миллионов евро.
В январе 2019 года Рог отправился в аренду в «Севилью».

### В сборной
12 ноября 2014 года полузащитник провёл свой первый матч в составе сборной Хорватии, выйдя на замену вместо Дуе Чопа в товарищеской встрече со сборной Аргентины. 12 июля 2015 года Рог провёл первую игру за загребский клуб, выйдя на замену вместо Анте Чорича на 62 минуте матча с «Хайдуком» из Сплита.
Спустя 10 дней полузащитник отметился забитым мячом во встрече квалификационного раунда Лиги чемпионов против люксембургского клуба «Фола».

## Достижения
«Динамо (Загреб)»
- Чемпион Хорватии: 2014/15, 2015/16
- Обладатель кубка Хорватии : 2014/15, 2015/16